# Badminton Club Remagen
Der Badminton Club Remagen wurde 1957 gegründet und spielt seit 2019 in der zweithöchsten deutschen Spielklasse, der 2. Badminton-Bundesliga Süd. Im Jugendbereich ist der Verein ebenfalls aktiv. Die Vereinsmitglieder errangen Titel bei Rheinland- und Südwestdeutschen Meisterschaften. Bei Deutschen Meisterschaften wurden mehrere Vizemeistertitel sowie Halbfinalteilnahmen erreicht. Zuletzt gewann Nina Becker Silber bei den Deutschen Meisterschaften 2022 der U22. 2023 holten Spielerinnen und Spieler dann insgesamt drei Deutsche Meistertitel. Oliver Schmidt gewann die Altersklasse O35 im Herrendoppel, Nina Becker und Thilo Mund wurden mit ihren Partnern Deutsche Hochschulmeister ebenfalls im Doppel. Im Trikot des BCR gewannen darüber hinaus sowohl die Schweizerin Ronja Stern als auch die Ungarin Daniella Gonda die Titel in ihren jeweiligen Heimatländern. Im Folgejahr sicherte sich dann Antonia Remakulus bei den Deutschen Hochschulmeisterschaften in Bonn den Titel im Damendoppel der Studierenden. 
Darüber hinaus ist der BCR oftmals Ausrichter von Turnieren. So wurden bereits die Deutschen Juniorenmeisterschaften U22 und ein Schüler-Länderspiel gegen Dänemark in der Rheinhalle ausgetragen. Von 2003 veranstaltete der Verein das Jugendturnier im Badminton-Verband Rheinland, den Tönissteiner Junior Cup. Mit dem Beginn der Coronakrise, der damit verbundenen Hallenschließung und dem Rückzug des Hauptsponsors fand das Turnier 2019 zum vorerst letzten Mal statt.